# Bermudes aux Jeux olympiques d'été de 1972
Les Bermudes participent aux Jeux olympiques d'été de 1972 à Munich.

## Athlètes engagés
Les Bermudes sont représentés par 9 athlètes, uniquement des hommes engagés dans 3 sports : la voile, la boxe et l'aviron.